# マルティン・ハンソン
マルティン・ハンソン（Martin Hansson, 1971年4月6日 - ）はスウェーデン出身のサッカー審判員である。

## 概要
1986年に審判員の資格を取得。2001年にFIFAのライセンスを取得し国際審判員として活動している。副業は消防士。主にスウェーデン国内リーグのアルスヴェンスカンで主審を務めている他、UEFAチャンピオンズリーグでも主審を務めている。母語であるスウェーデン語の他に、英語とドイツ語を使用できる。2007年にFIFA国際審判団に選出され2007 FIFA U-20ワールドカップにおいて3試合で主審を務めた。2009年には、FIFAコンフェデレーションズカップ2009の決勝戦で主審を務めている他、11月18日には誤審騒動に発展した2010 FIFAワールドカップ・ヨーロッパ予選プレーオフのフランス対アイルランドでも主審を務めた。2010年には、2010 FIFAワールドカップのFIFA審判団に選ばれ、第4審判などを務めた。

## 担当した主な国際大会

### 2010 FIFAワールドカップ
2010 FIFAワールドカップでは6試合で第4審判を担当した。
- グループA: メキシコ vs ウルグアイ
- グループD: ドイツ vs オーストラリア
- グループE: オランダ vs 日本
- グループE: デンマーク vs 日本
- グループH: スペイン vs スイス
- 決勝トーナメント1回戦: ブラジル vs チリ